# Otto Lilienthal
Karl Wilhelm Otto Lilienthal (n. 23 mai 1848 în Anklam, Germania – d. 10 august 1896, Berlin, după un accident cu unul dintre aparatele sale de zbor) a fost un pionier al aviației germane. Conform cunoștințelor actuale, el a fost primul om care a reprodus cu succes zborul cu un aparat de zbor iar astfel a ajutat la introducerea principiului de zbor mai greu decât aerul.
Experimentele sale au dus la descrierea portanței aripilor aparatelor de zbor, dezvoltate mai departe de frații Wright. Producția aparatelor de zbor în fabrica lui Lilienthal, a fost prima producție în serie de avioane.

## Biografie
Otto Lilienthal a fost primul născut dintre cei opt copii proveniți din căsătoria părinților săi, Gustav și Caroline Lilienthal. Cinci din frații lui au murit în fragedă copilărie. Tatăl a fost un om de afaceri, talentat din punct de vedere tehnic și matematic, iar mama sa a studiat muzica în Dresda și Berlin. Când familia a întâmpinat dificultăți economice, ei au decis să emigreze în America. Moartea neașteptată al tatălui a împiedicat emigrarea. Otto Lilienthal avea atunci vârsta de 12 ani. Frații Gustav și Otto Lilienthal au mers din anul 1856 la liceul din Anklam care le poartă numele. Toată viața, frații Gustav și Otto au activat în strânsă colaborare pentru a realiza numeroase proiecte și invenții.
Din anul 1864, Otto Lilienthal a frecventat școala de meserii provinciale din Potsdam. După doi ani de studii, el a început o stagiatură la Berlin, la Maschinenfabrik Schwartzkopff. În această perioadă, Lilienthal locuia ca Schlafbursche (în cămin). Într-o cronică Lilienthal scria, că el trebuia să-și împartă patul cu un droșcar și un vizitiu.

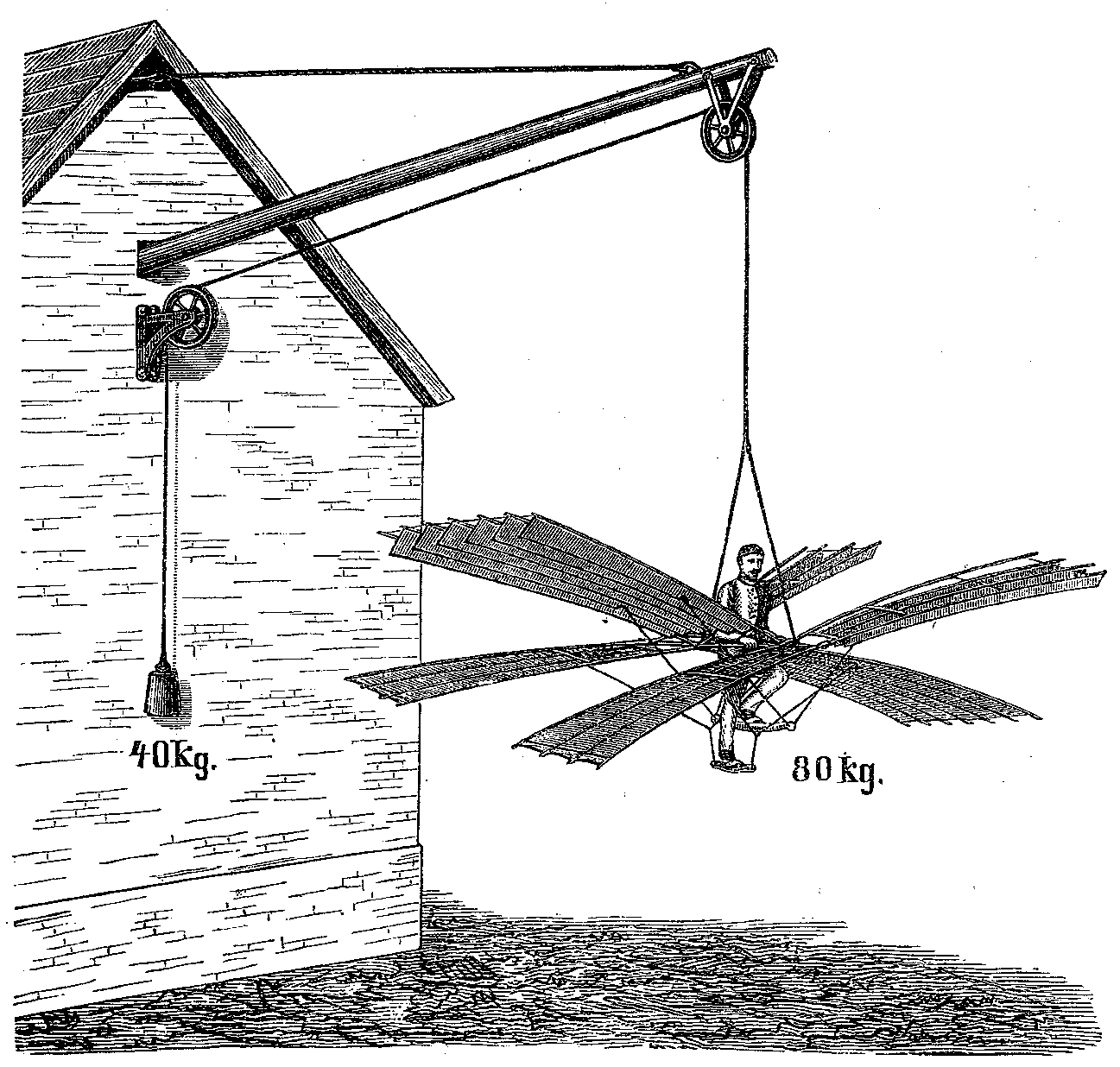
Aparat pentru experimentarea portanței prin bătăile aripilor

În anii 1867 și 1868 frații Lilienthal au construit în Anklam un aparat pentru experimentarea portanței prin bătăile aripilor. Rezultatul a fost ridicarea unei greutăți maxime de 40 kg. Printr-un experiment crucial, investigațiile următoare erau dedicate aripii curbate în vânt, fără bătaie de aripă.
Relația dintre aerodinamică și portanță încă nu era descrisă în fizică. De exemplu, cercetările lui Hermann von Helmholtz în conformitate cu această problemă, a declarat la o conferința a Academiei prusace de științe în anul 1873 că: es kaum wahrscheinlich ist, dass der Mensch auch durch den allergescheitesten flügelähnlichen Mechanismus, den er durch seine eigene Muskelkraft zu bewegen hätte, in den Stand gesetzt werden würde, sein eigenes Gewicht in die Höhe zu heben und dort zu erhalten („este foarte improbabil ca omul, chiar și cu mecanismul cel mai bun, similar aripilor, pe care-l poate mișca prin propria lui putere musculară, să ridice în aer propria greutate și să o mențină acolo”). La care Lilienthal a comentat ironic: die Wissenschaft nun ein für alle mal festgelegt, dass der Mensch nicht fliegen könne („Știința a stabilit pentru acum și totdeauna că omul nu poate zbura”). Cu utilizarea unor materiale moderne ușoare precum și cu efort considerabil, în anii 70 a fost concepută aeronava cu propulsie musculară.
În noiembrie 1867 Lilienthal a început să studieze la Academia Industrială Berlin, condusă de Franz Reuleaux, care mai târziu s-a denumit TU Berlin, unde a obținut o bursă lunară, prin care situația lui de viață s-a îmbunătățit în mod semnificativ.
După terminarea calificării în anul 1870, într-o scrisoare din perioada Războiului franco-german, Lilienthal i-a scris fratelui său despre baloane care plecau din Parisul asediat.

### Propria firmă

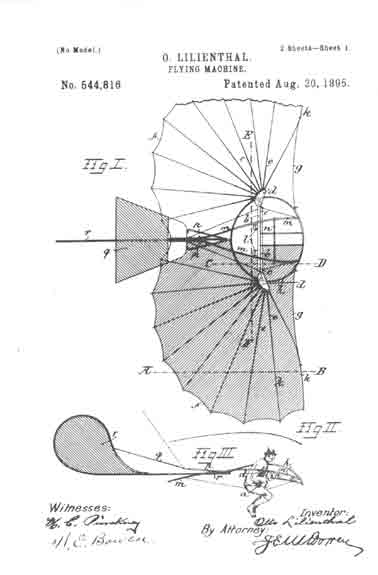
[http://v3.espacenet.com/publicationDetails/biblio?CC=US&NR=544816&KC=&FT=E Patentul American pentru: flying machine

Primele încercări ale fraților Lilienthal de a înființa propria firmă nu au fost cu succes. Cererea de brevet pentru motorul cu aer cald nu a avut succes, în schimb brevetul pentru mașina de havat pentru industria minieră da. Această mașină a fost produsă chiar și în serie, dar nu în propria firmă.
În data de 11 iunie 1878, Lilienthal se căsătorește cu Agnes Fischer, fiică de miner, cu care a avut patru copii. În anul 1879 Liliental dezvoltă cu fratele lui Gustav un sistem modular de construcții pentru copii, dar pe care din păcate nu-l puteau comercializa. Din lipsă de bani, frații Lilienthal și-au vândut ideea lui Friedrich Adolf Richter, care sub denumirea: Anker-Steinbaukasten („pietre de construcție - ancoră”) a produs aceste jocuri pentru copii, fiind până în prezent produse în întreagă lume.
În anul 1881 Lilienthal primește brevetul pentru cazanul de aburi, care i-a adus mult așteptatul succes. Cu un motor cu abur mic, a rezultat motorul lui Lilienthal care din anul 1883 a fost fabricat în propria firmă, cu denumirea: Dampfkessel- und Maschinenfabrik Otto Lilienthal (a existat sub această denumire până la Primul Război Mondial). Din anul 1894 la aceea fabrică era produs „Normalsegelapparat” („aparat normal de zbor” asemănător cu deltaplanul) în serie, deci era prima fabrică de avioane din lume.
Pe lângă fabrica de cazane și cea de aparate de zbor, Lilienthal se ocupa și de teatru. În Berlin la un teatru popular el era director, artist și chiar autor .

### Primul zbor al omului?

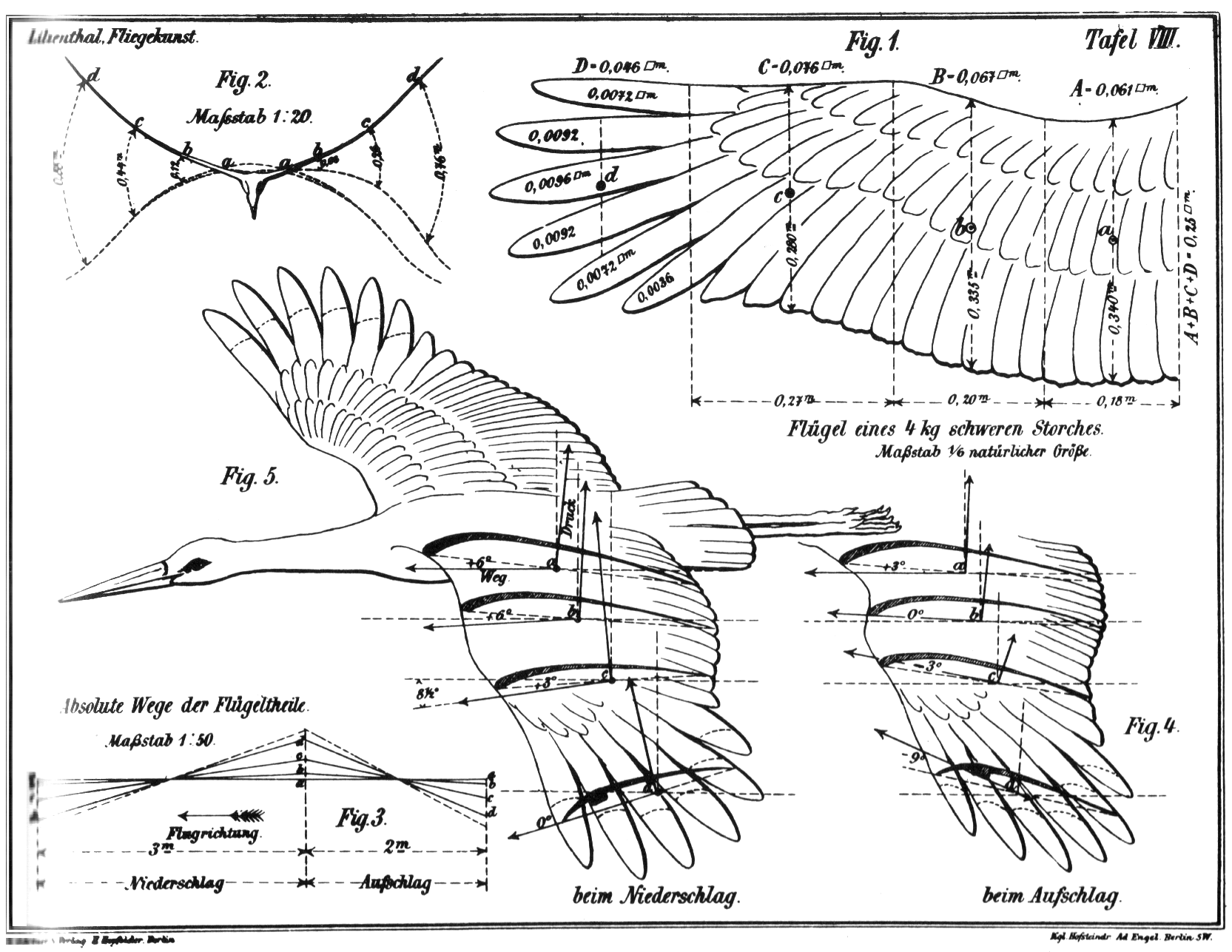
Unsere Lehrmeister im Fluge („Dascălul nostru de zbor”) desen de Lilienthal în cartea: Der Vogelflug als Grundlage der Fliegekunst (1889)

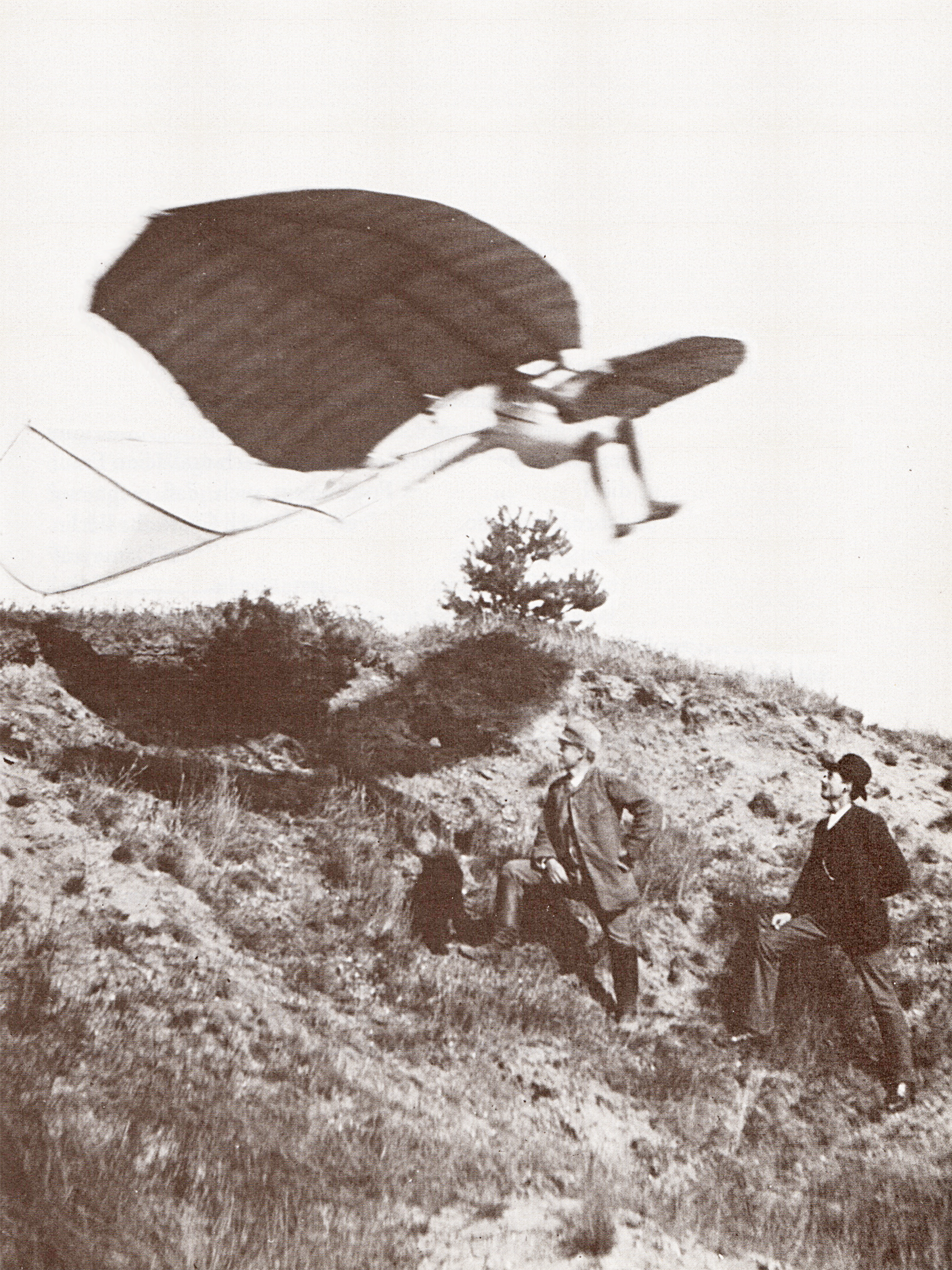
Încercare de zbor a lui Lilienthal în Derwitz, 1891

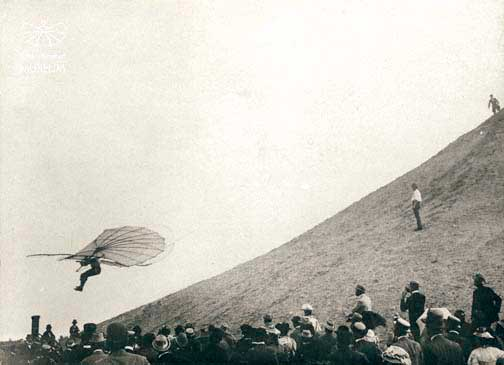
Zborul lui Lilienthal, 29 iunie 1895

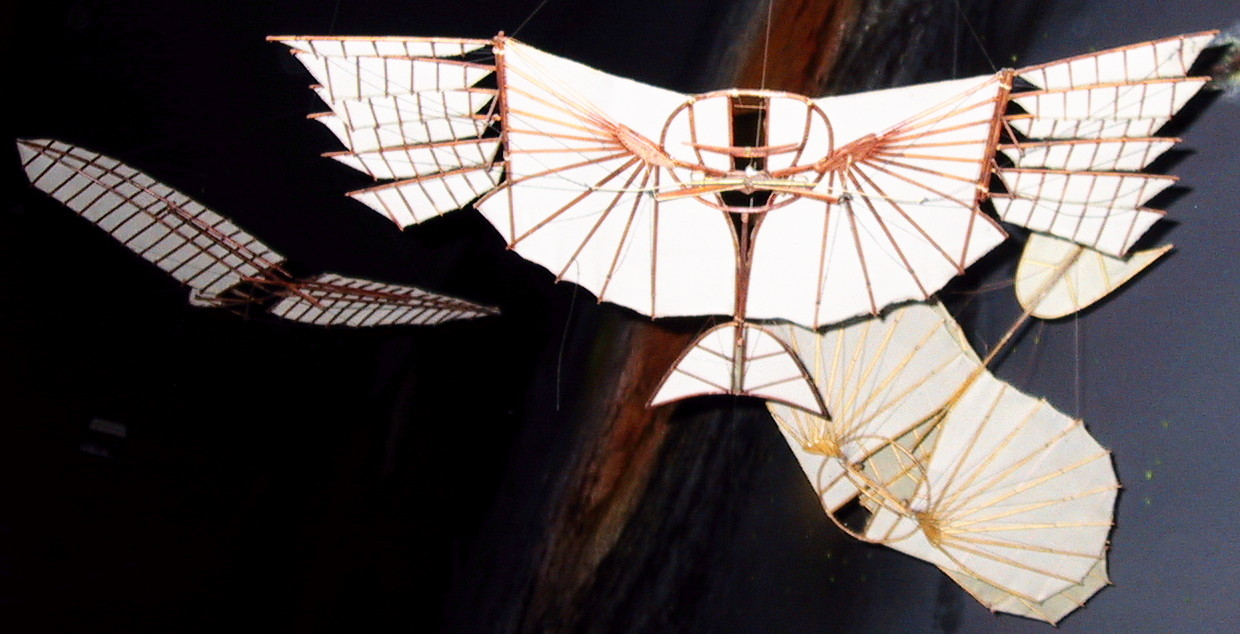
Modele de planoare expuse în „Haus der Natur”, Salzburg, Austria

În anul 1889 Lilienthal publică cartea Der Vogelflug als Grundlage der Fliegekunst („Zborul păsării ca baza artei zborului”), care în prezent este cea mai importantă publicație în tehnica zborului din secolul 19. Atenția publicului larg pentru carte a fost mică. Companiile aeriene favorizau principiul „mai ușor decât aerul”, ceea ce ducea la dezvoltarea balonului către dirijabil.
Și totuși Lilienthal a  desemnat aceasta ca o aberație și a spus: Die Nachahmung des Segelflugs muss auch dem Menschen möglich sein, da er nur ein geschicktes Steuern erfordert, wozu die Kraft des Menschen völlig ausreicht („Imitația planării, trebuie să fie posibilă și omului deoarece, necesită numai o manevrare pricepută pentru care puterea lui este suficientă”).
Frații Lilienthal și-au dat seama că o formă curbată a aripilor este mai importantă fiindcă se creează o portanță mai mare decât cu forma plană. Forma caracteristică al aripilor la păsări a fost observată și de alți „tehnicieni de zbor”, dar frații Lilienthal erau primii care au efectuat măsurători exacte ale acestora.
Frații Wright spuneau mai târziu despre desenele lui Lilienthal că: acestea au fost, timp de două decenii, cele mai bune imprimate.
Odată cu publicarea cărții lui Otto Lilienthal, acesta considera teoria ca un fundament suficient pentru a zbura și a trecut la teste practice la care, fratele lui Gustav, nu mai participa. În consecință, numele Otto Lilienthal este singurul în legătură cu primul zbor uman, chiar dacă fratele său a fost și el implicat în pregătirea acestuia.
Pentru experimente, Lilienthal folosea o pânză de bumbac îmbibată cu ceară, întinsă pe un cadru din lemn de salcie.
Dimensiunile aparatului de zbor erau:
- anvergura aripilor 6,6 m
- lățimea maximă a unei aripi (adâncime) 2,6 m
- suprafața portantă circa 14 m²

Lilienthal a început cu exerciții împotrivă vântului, urmate cu sărituri de pe o scândură de sărituri în grădina lui. Din vara anului 1891 a început să exerseze pe „]]aerodrom]]uri”, mai întâi pe un deal de lângă Werder, (la Derwitz), unde ajungea la lungimi de zbor de 25 m.
Din anul 1892 - 1984 Lilienthal a construit mai multe piste de decolare. În Berlin la Lichterfelde, una chiar de 15 m înălțime. În apropierea localității Neustadt, a ajuns o lungime de zbor de până la 250 m.
 În total, Lilienthal a construit în viața lui cel puțin 21 de aparate de zbor, printre care și acelea cu aripi mobile. Din anul 1894 unul dintre aeroplanele lui era produs în serie. Acesta avea o anvergură de 6,7 m, cântărea 20 kg și zbura până la 250 m, la un preț de 500 Goldmark.
Din anul 1895, el a zburat două biplane diferite, acestea aveau o anvergură de la 5,5 – 7 m și o suprafață portantă de 25 m² .
Faptul că Lilienthal ar fi primul aviator al omenirii, este cu toate acestea, problematic. Primul aparat de zbor condus, pe principiul mai greu decât aerul, în formă de dragon este cunoscut de peste 2000 de ani. Despre zboruri libere sau controlate din aceea vreme, nu se știe nimic. De la pionierul aerodinamicii, englezul George Cayley se știe că, în anul 1852 acesta l-ar fi pus pe un angajat de-al lui, să piloteze un aparat de zbor conceput de el. Și alte astfel de zvonuri mai sunt cunoscute, cum ar fi încercarea lui Albrecht Ludwig Berblinger la Ulm în anul 1811.

### Ultimul zbor

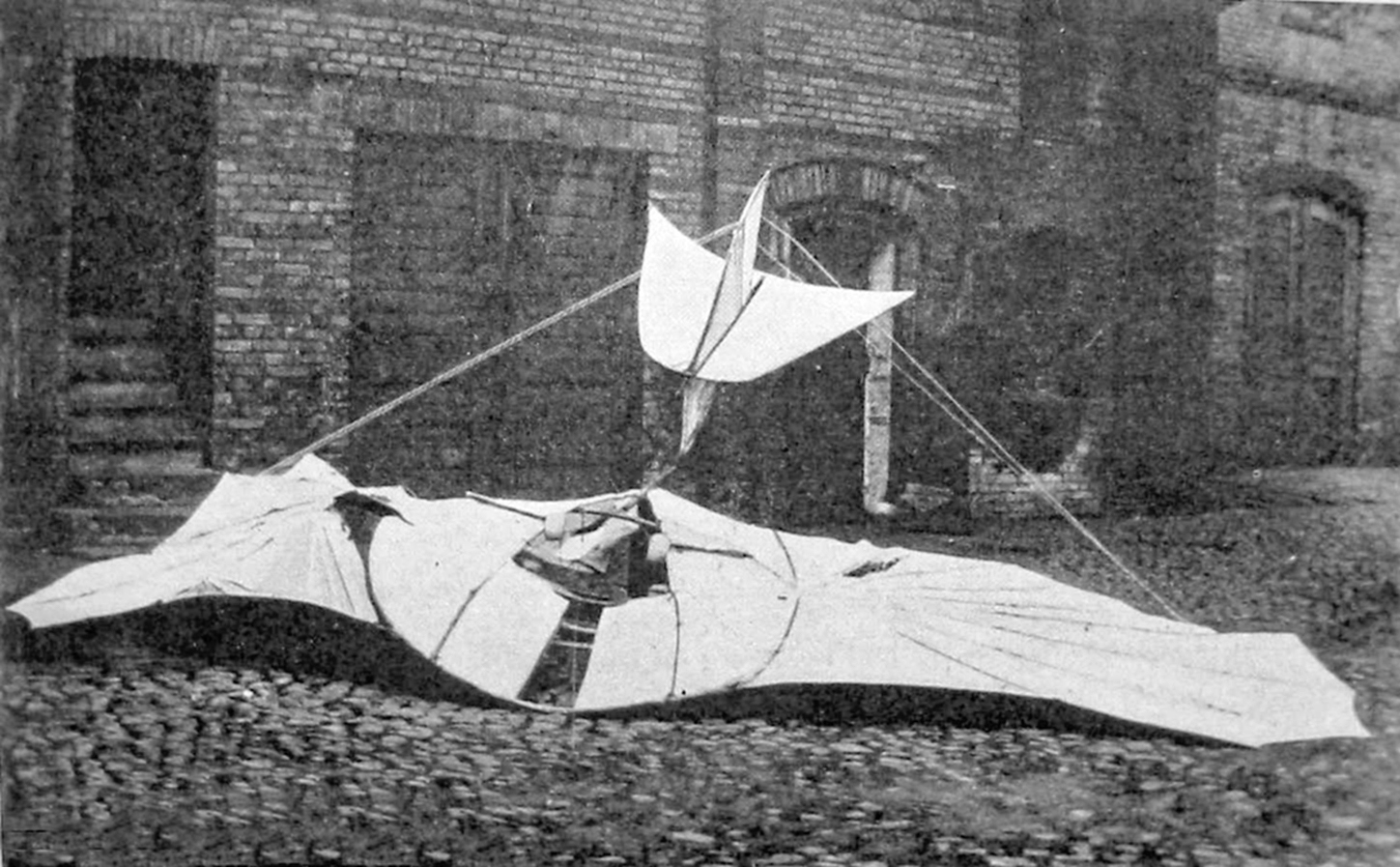
Aparatul de zbor deteriorat în urma accidentului lui Lilienthal

La 9 august 1896 Otto Lilienthal se prăbușește de la o înălțime de aproximativ 15 m, din cauza unei depresiuni atmosferice, la Gollenberg. În urma accidentului, el a suferit o fractură a celei de-a treia vertebre cervicale. Fiind transportat la Berlin, încă pe drum el a intrat în comă și în urma rănilor grave, în data de 10 august 1896 el a decedat.
Studii recente presupun o hemoragie cerebrală ca cauza decesului.

## Onoruri și brevete
Portretul lui Lilienthal și aparatul de zbor au servit în multe țări pentru a onora realizările tehnice de pionierat pe timbre, medalii și în alte forme. Majoritatea averii se afla în Deutsches Museum și la Otto-Lilienthal-Museum din Anklam.

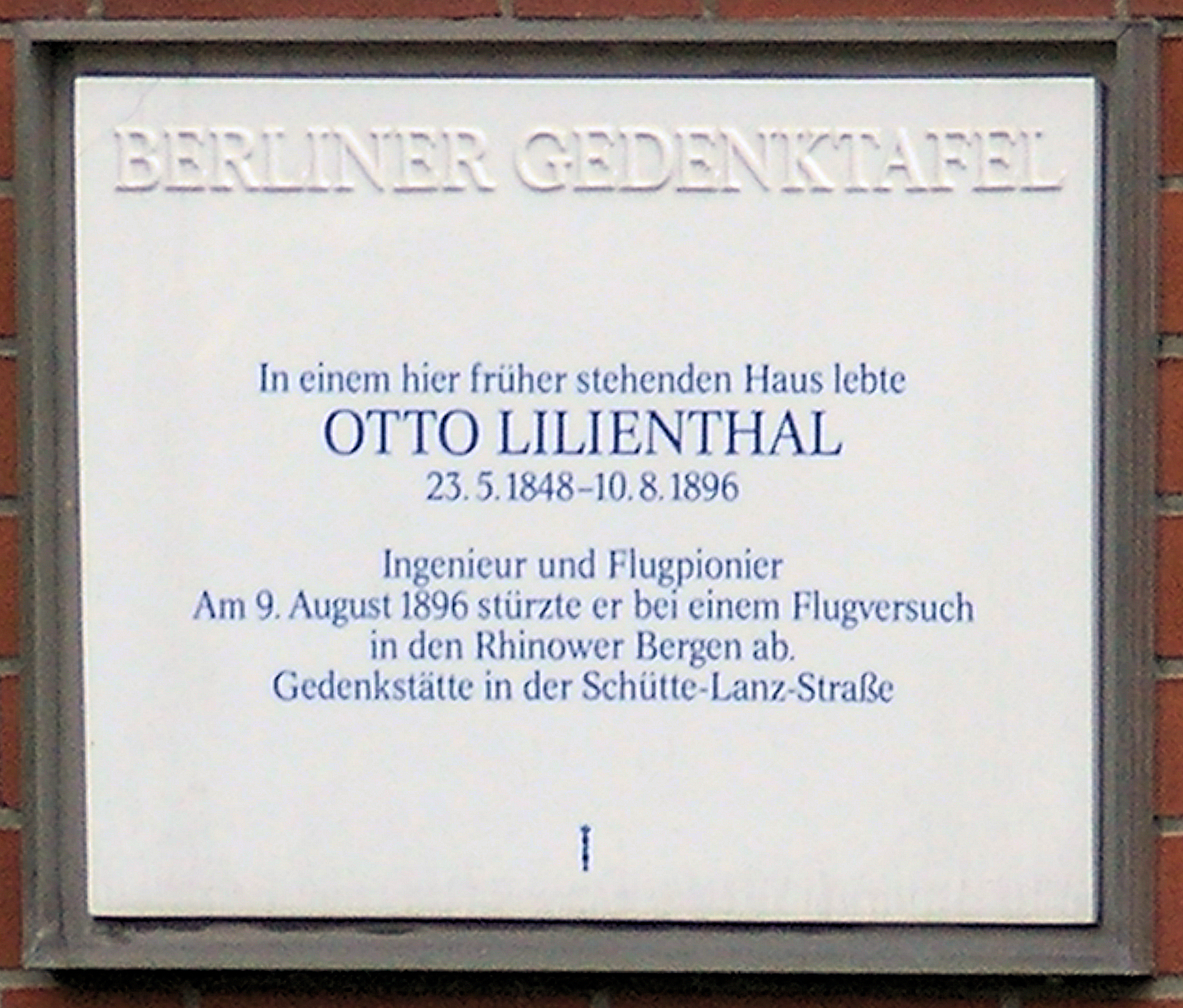
Placă comemorativă în Boothstraße 17, Berlin-Lichterfelde
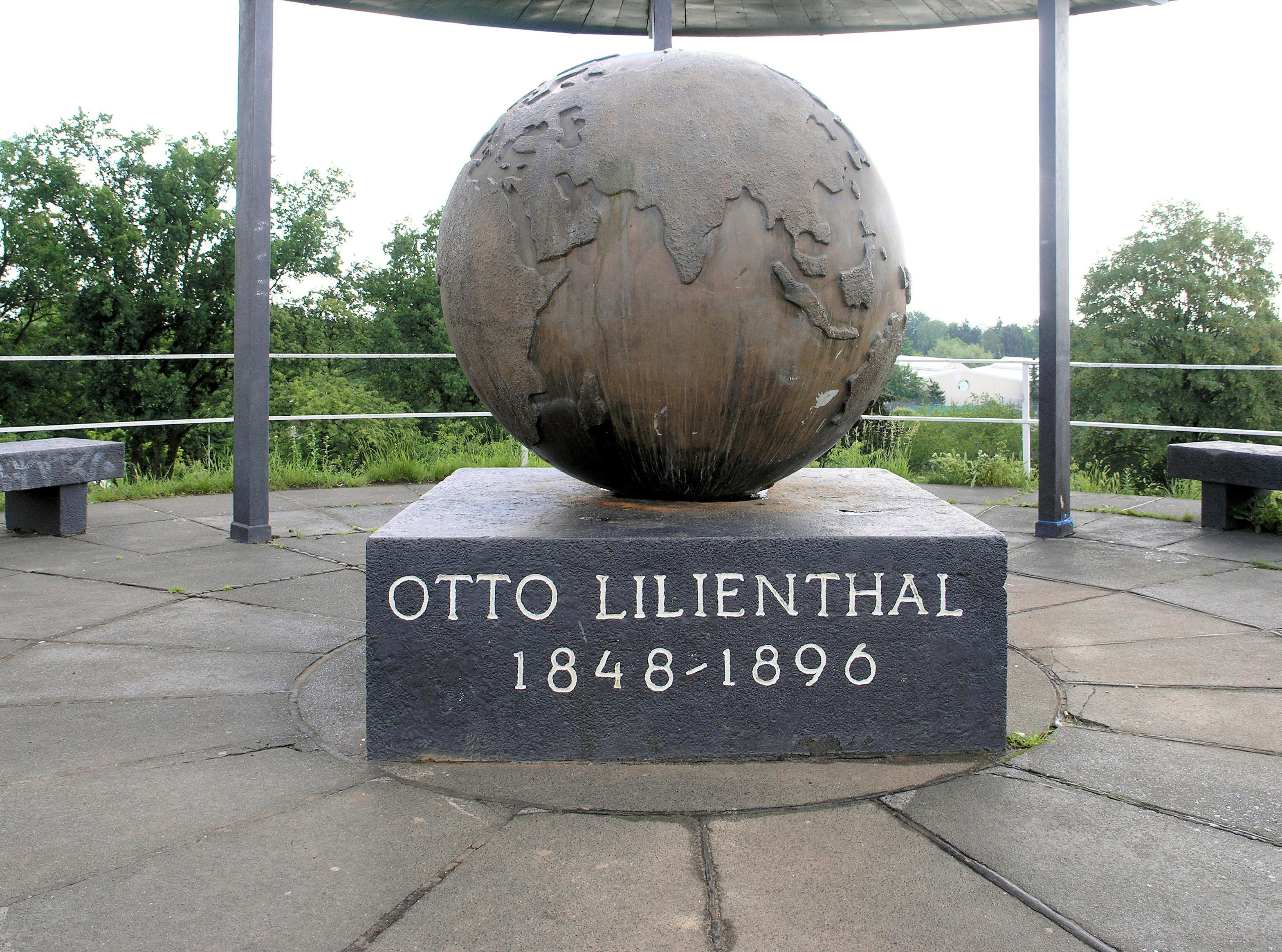
Monument în Schütte-Lanz-Straße 25, Berlin-Lichterfelde
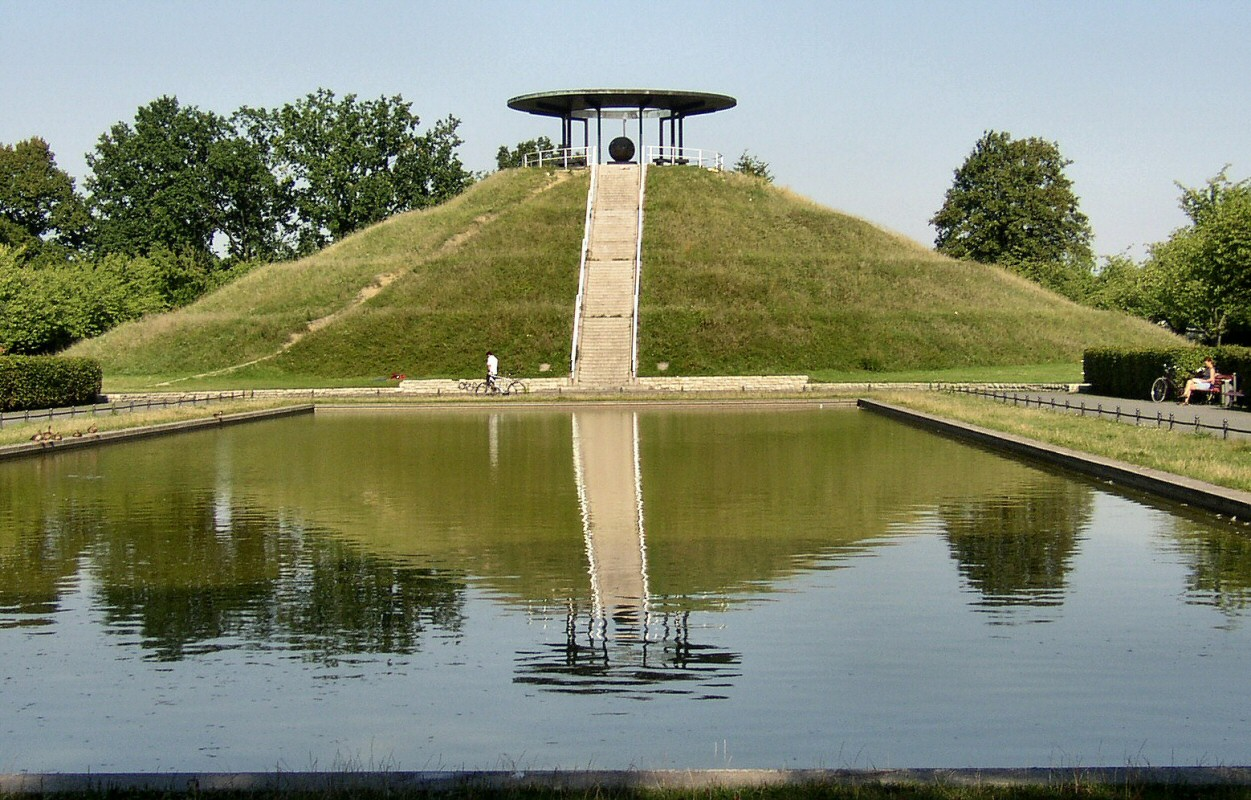
Monument în Berlin-Steglitz
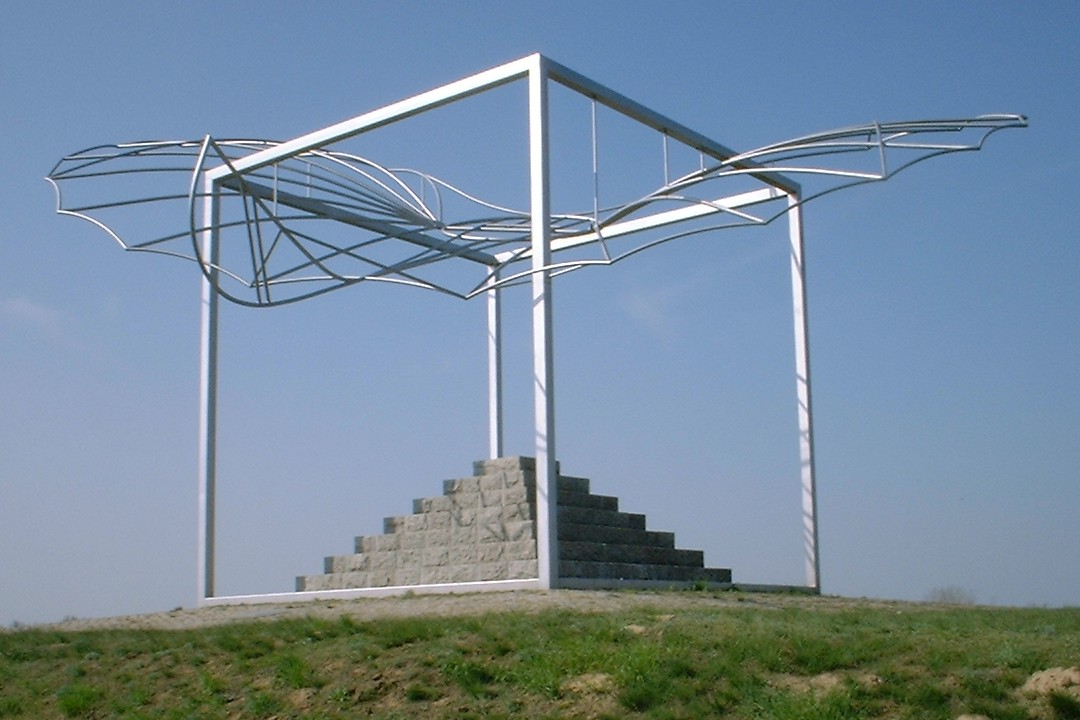
Monument de Wilfried Statt, pe Windmühlenberg (Berlin 21.09.1991)
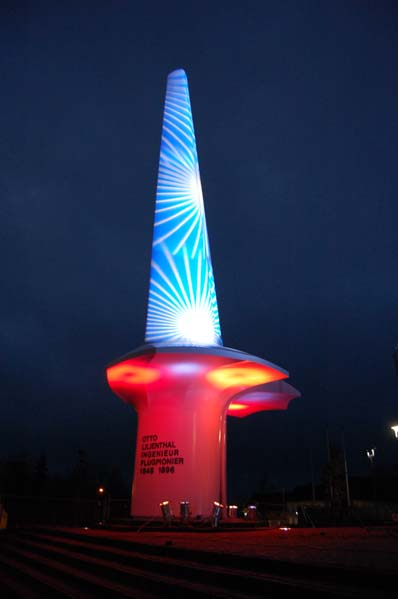
Monument în orașul natal, Anklam
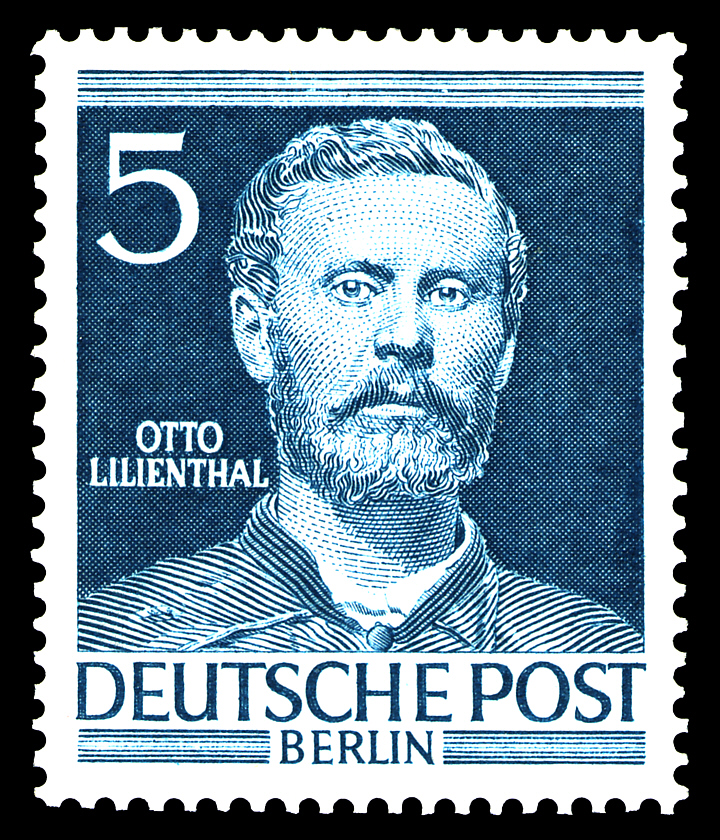
Timbru din seria Männer aus der Geschichte Berlins (1952)
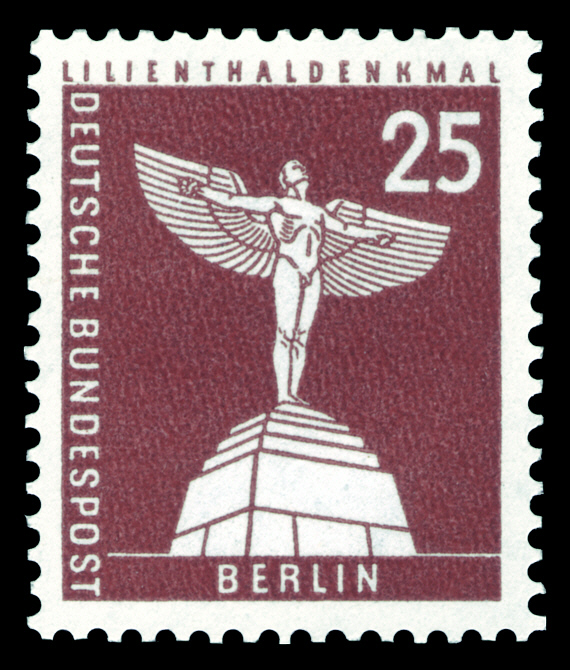
Timbru din seria Berliner Stadtbilder Stadtbilder (1956)
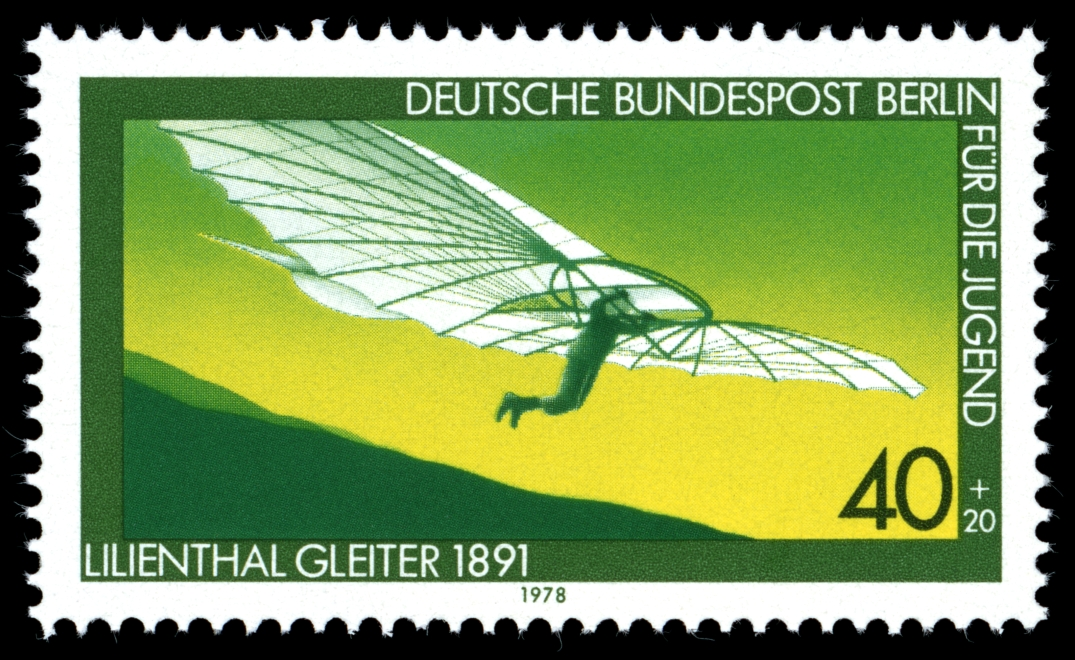
Timbru din anul 1978
Timbru din seria Berlin-Ansichten (1980)
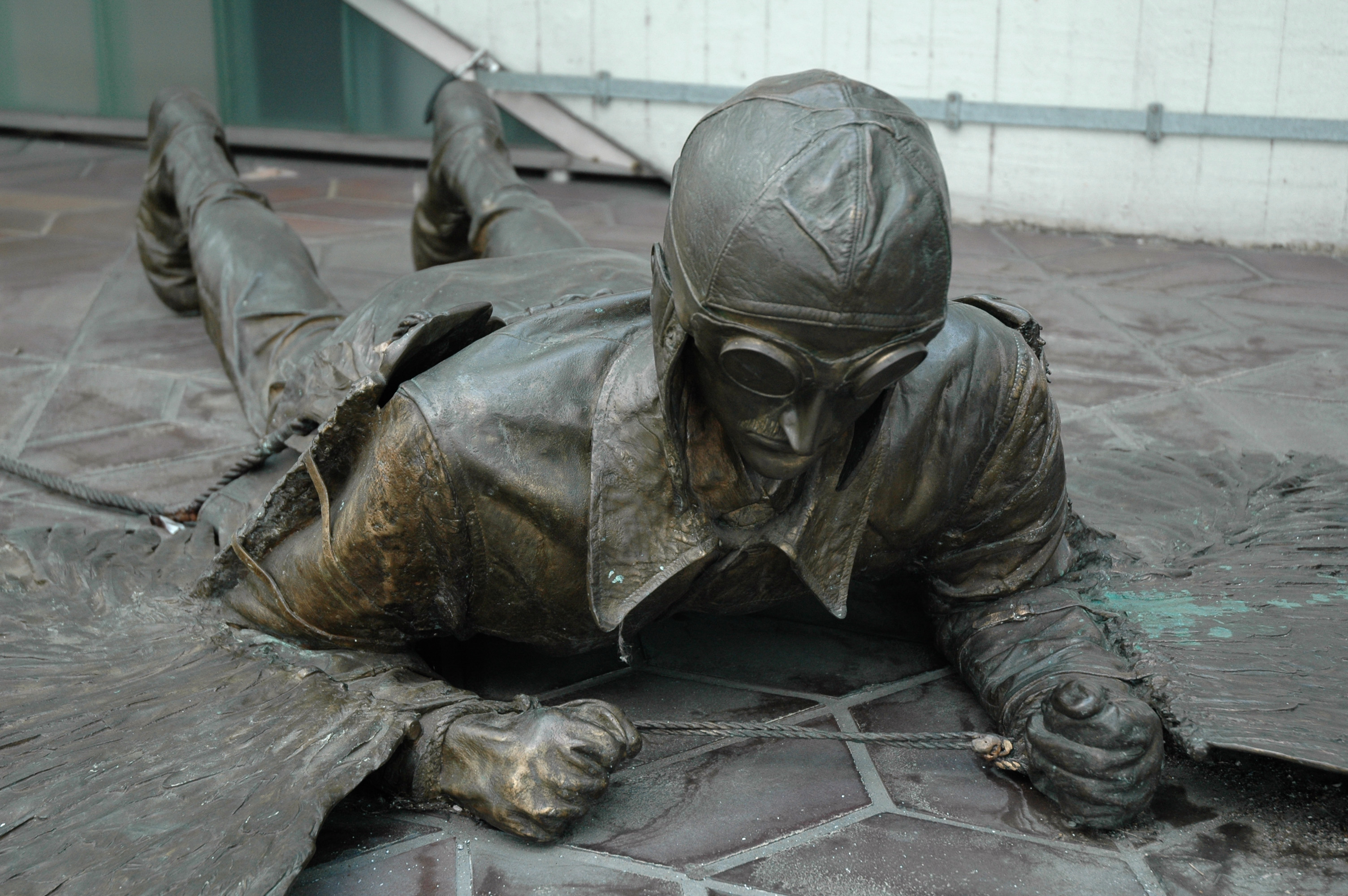
Sculptura lui Lilienthal la aeroportul Berlin-Tegel

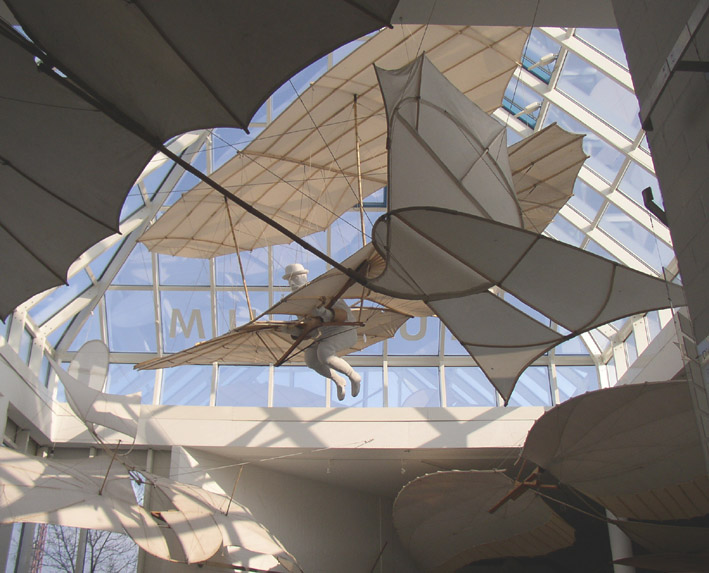
Aparate de zbor expuse la Otto-Lilienthal-Museum

La data de 7 iunie 1988, denumirea aeroportul din Berlin Tegel, este suplimentat cu denumirea „Otto Lilienthal”.
În multe orașe, sunt străzi și piețe numite după el.
Lilienthal are 25 de brevete, dar numai patru sunt în legătură cu aparate de zbor. Majoritatea brevetelor se refereau la cazane mici și motoare cu abur. Printre brevetele lui Otto Lilienthal, sunt o parte din invențiile fratelui său Gustav Lilienthal, dar și invers, o parte din invențiile lui Otto sunt trecute sub numele lui Gustav. Invenția lui, haveza pentru industria minieră, este trecută pe numele lui Gustav Lilienthal.
Majoritatea averii lăsate se află acum în Deutsches Museum și la Otto-Lilienthal-Museum. Aparate de zbor originale se pot vedea la Viena (Technisches Muzeum), Washington, Moscova, Londra și München. Otto-Lilienthal-Museum din Anklam arată o colecție completă a tuturor aparatelor de zbor, aparate experimentate și informează despre munca și viața inventatorului multilateral.